# امپراتور شون‌ژی
امپراتور شون‌ژی (۸ اکتبر ۱۶۴۳ – ۵ فوریه ۱۶۶۱)سومین امپراتور دودمان چینگ و اولین فرمانروای این سلسله بود که بر کلیه چین فرمان راند. شورای شاهزادگان و وزرا در سال سپتامبر ۱۶۴۳ میلادی او را در سن پنج سالگی به جای پدرش - امپراتور هونگ‌تایشی (۱۵۹۲–۱۶۴۳) - به عنوان امپراتور برگزیدند. همچنین، این شورا دو نفر را به عنوان نایب‌السلطنه برگزید: نخست، دورگون که چهاردهمین پسر مؤسس سلسله چینگ - نورهاچی - بود و دوم، جیرگالانگ که برادرزاده نورهاچی محسوب می‌شد. هردوی این افراد از خاندان سلطنتی به شمار می‌رفتند.
از ۱۶۴۳ تا ۱۶۵۰ میلادی، قدرت سیاسی عمدتاً در دست دورگون بود. تحت رهبری او، دودمان چینگ موفق شد بازماندگان سلسله مینگ سابق - یعنی دودمان مینگ جنوبی - را شکست داده و بخش بزرگی از قلمرو آنان را فتح کند. با این حال، دودمان چینگ در ایالاتی که از بازماندگان مینگ گرفته بود، چندان محبوبیتی نداشت. خصوصاً پس از فرمان معروف کوتاه کردن مو به شیوه منچوها در سال ۱۶۴۵، این نارضایتی افزایش یافت. مطابق این فرمان، مردم چین مجبور بودند همچون فاتحان منچو، موهای خود را کوتاه کنند وگرنه با مجازات روبه رو می‌شدند.
با مرگ دورگون در در آخرین روز سال ۱۶۵۰، امپراتور شون‌ژی شخصاً اداره کشور را بر عهده گرفت. او تلاش زیادی کرد که از نفوذ و قدرت اشراف منچو بکاهد. در دهه ۱۶۵۰، امپراتور شون‌ژی سلطنت خود را با فعالیت‌های بازماندگان سلسله سابق مینگ در خطر دید اما سرانجام در سال ۱۶۶۱ میلادی، ارتش چینگ موفق شد دودمان مینگ جنوبی را به طور کامل شکست دهد و آنان را نابود کند.
امپراتور جوان شون‌ژی در سال ۱۶۶۱ در سن ۲۲ سالگی بر اثر نوعی از آبله - که در چین شیوع یافته بود و راه درمانی برای آن وجود نداشت - درگذشت. پسر سوم او، شوآن‌یی، که به تازگی از آبله نجات یافته بود، جای پدرش را گرفت. از آنجا که اسناد کمی از دوره حکومت امپراتور شون‌ژی نسبت به ادوار بعدی تاریخ چین برجای مانده است، از دوره حکومت او اطلاعات کم‌تری موجود است.